# Melidectes belfordi
Melidectes belfordi là một loài chim trong họ Meliphagidae.